# Windwerk

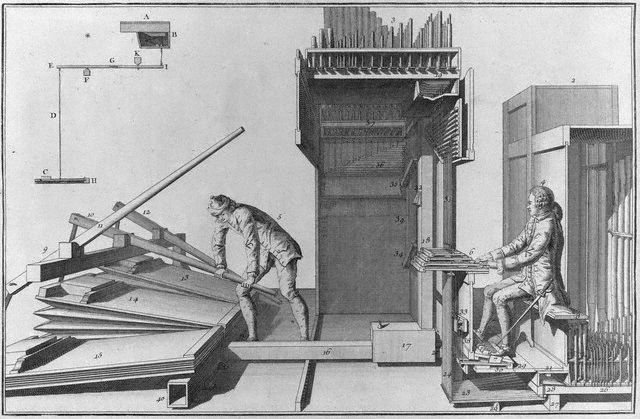
Kalkant an Schöpfbälgen, Person links

Das Windwerk, auch Balgwerk oder Windanlage genannt, ist eine Baugruppe der Orgel, die zuständig ist für die gleichmäßige Erzeugung, Regulierung, Verteilung und Modellierung von Druckluft, welche im Orgelbau und Drehorgelbau als Wind bezeichnet wird.

## Konstruktionsprinzip
Das Windwerk besteht heute in der Regel aus einem Schleudergebläse (Winderzeugung), einem Magazinbalg (Regulierung) und Windkanälen (Verteilung), welche den Wind zu den Windladen leiten, auf denen die Orgelpfeifen stehen. Häufig befindet sich auch ein Tremulant als Windmodulierung im Windwerk.
Der Winddruck hängt von der Bauart und Charakteristik der verbauten Register, von den akustischen Eigenschaften des Raumes sowie von dem gewünschten Gesamtklang der Orgel ab. Der Druck des Orgelwindes wird mit Hilfe einer so genannten Windwaage in Millimeter Wassersäule (1 mmWS = 9,807 Pa) gemessen, welche früher aus einem mit Wasser gefüllten gebogenen Glasrohr (auch Schlangenrohr genannt) bestand. Beginnend mit einem Winddruck von etwa 50 mmWS bei frühbarocken italienischen und süddeutschen Orgeln stieg dieser bis auf 100 mmWS zur Zeit der Hochromantik. Auch wurden in dieser Zeit besonders scharf klingende so genannte Hochdruckregister mit bis zu in der Regel 300 mmWS Winddruck gebaut. Bei Freiluftorgeln, wie bei der Heldenorgel in Kufstein wird ein Winddruck von 470 mmWS benötigt. Bei der Vox Maris, laut Guinness-Buch der Rekorde lauteste Orgel der Welt, wird als extreme Ausnahme ein Winddruck von 100.000 mmWS (etwa 10 bar) benötigt. Dieser hohe Druck wird aber nicht mehr mit einem Schleudergebläse, sondern durch eine Druckluftanlage erzeugt.

## Aufgaben

### Erzeugung

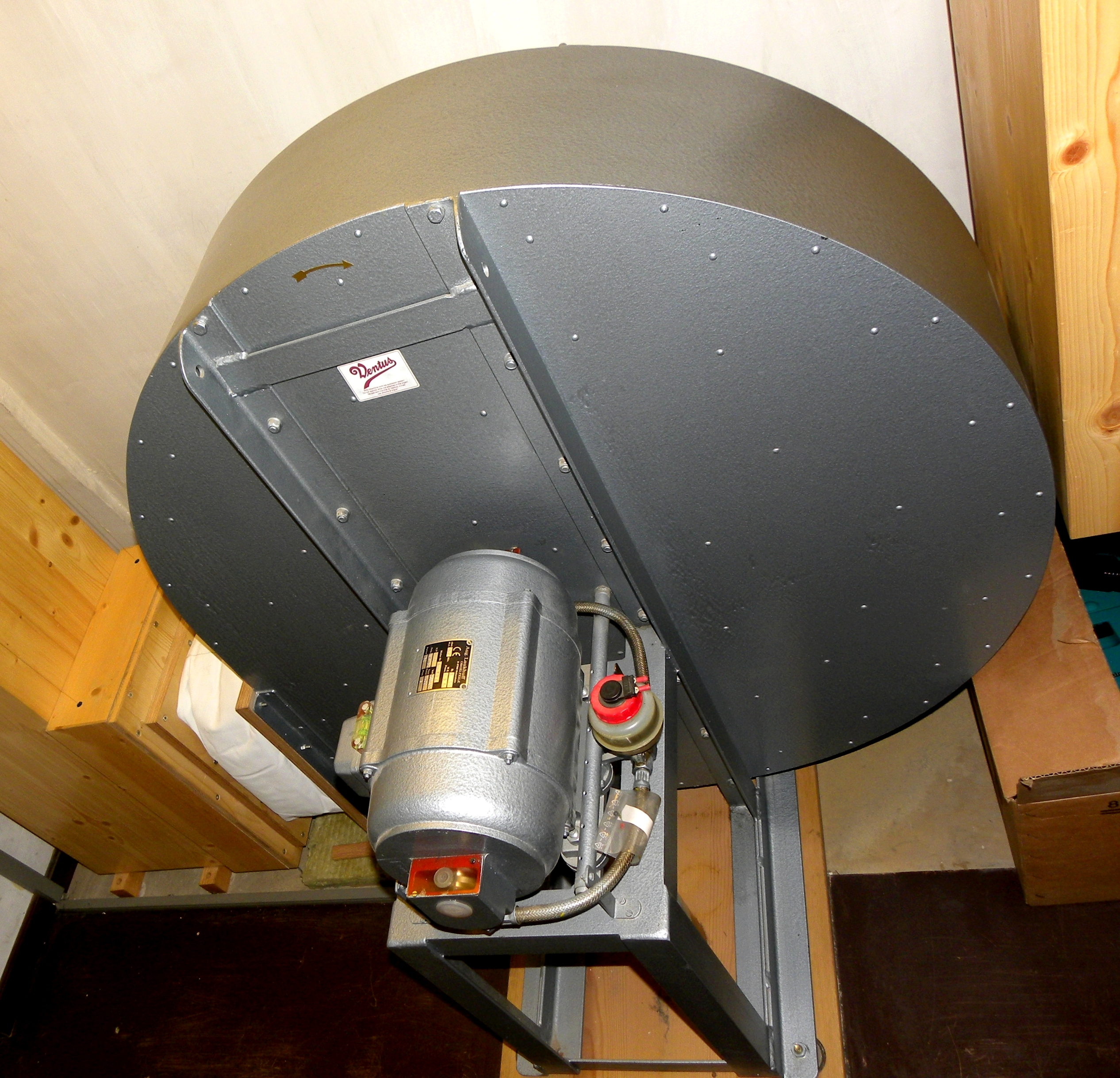
Schleudergebläse (Radialventilator)

In den meisten modernen Orgeln wird der Wind durch speziell für den Orgelbau hergestellten Schleudergebläsen (Radialventilatoren) erzeugt, welche mit drehenden Schaufelrädern in einem Gehäuse die Luft komprimieren und kontinuierlich abgeben. Dieser Wind ist zwar aufgrund von Verwirbelungen leicht unruhig, trotzdem aber so konstant, dass lediglich kleinere Schwimmerbälge nötig sind, um auch beim Spielen den gewünschten gleichmäßigen Windstrom zu erzielen. Die meisten Schleudergebläse arbeiten in einem Drehzahlbereich von 1500 bis 2500/min. Je langsamer das Gebläse läuft, desto verwirbelungs- und strömungsgeräuschfreier ist der von ihm erzeugte Wind. Andererseits sind schnelllaufende Gebläse in ihrer Bauart kompakter und somit platzsparender und kostengünstiger. Der Aufstellungsort von Schleudergebläsen soll so beschaffen sein, dass möglichst keine direkten und indirekten Motorengeräusche zu hören sind. Grundsätzlich sollen Schleudergebläse daher schwingungsfrei aufgestellt werden, um die Übertragung von Körperschall auf die Standfläche des Motors und auf die weitere Windanlage zu verhindern. Die Übertragung von direkten Motorgeräuschen durch Luftschall wird bei großen Schleudergebläsen durch die Aufstellung in einem separaten Raum, bei kleineren Gebläsen durch die Aufstellung in einer schallisolierten Kiste innerhalb, bei Positiven und Kleinorgeln teilweise auch außerhalb des Orgelgehäuses, unterbunden.

#### Geschichtlicher Abriss mit technischer und aufführungspraktischer Bedeutung

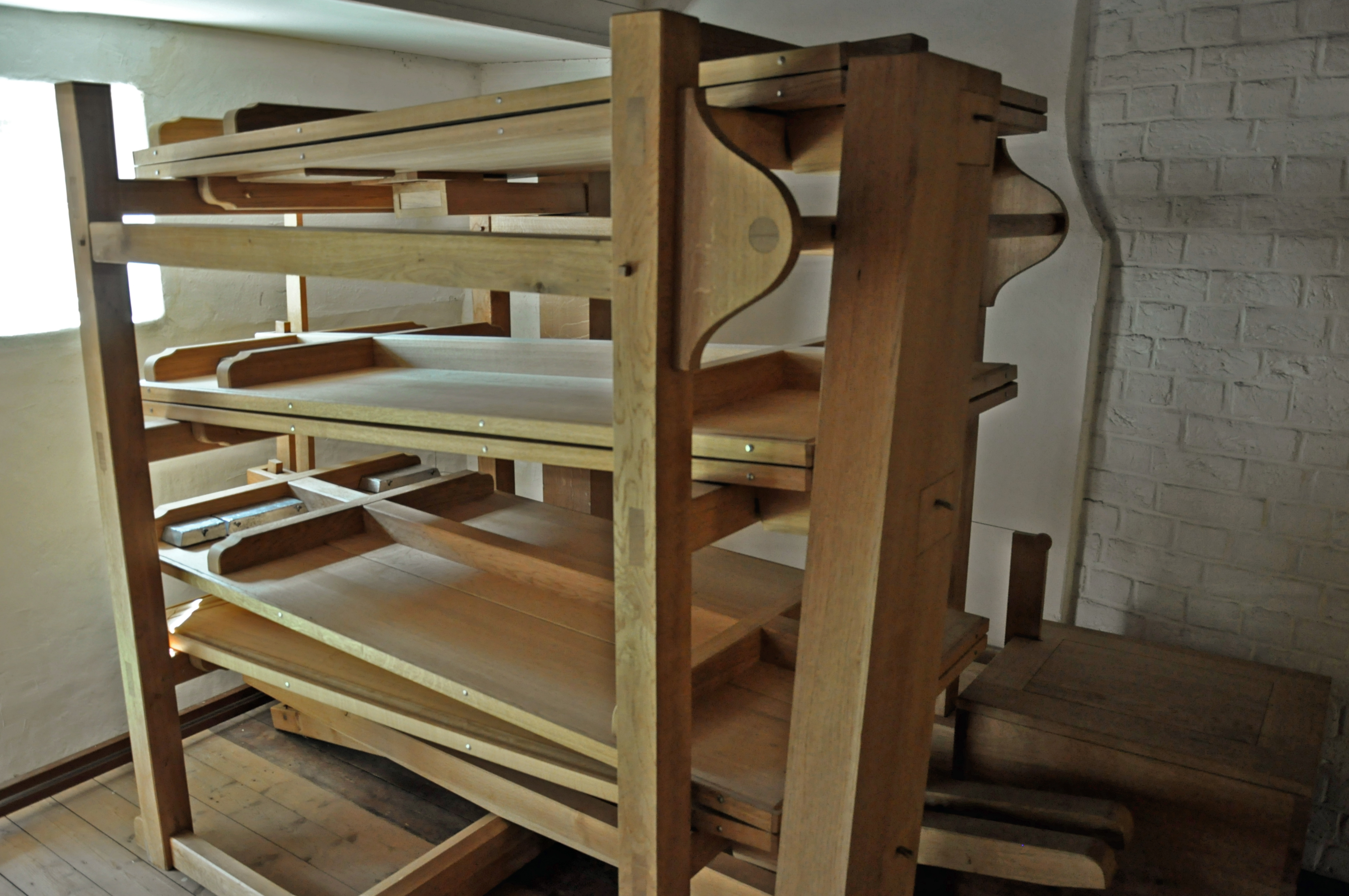
Drei Schöpfbälge, gebaut als Keilbälge mit dazugehörigen Fußtritten

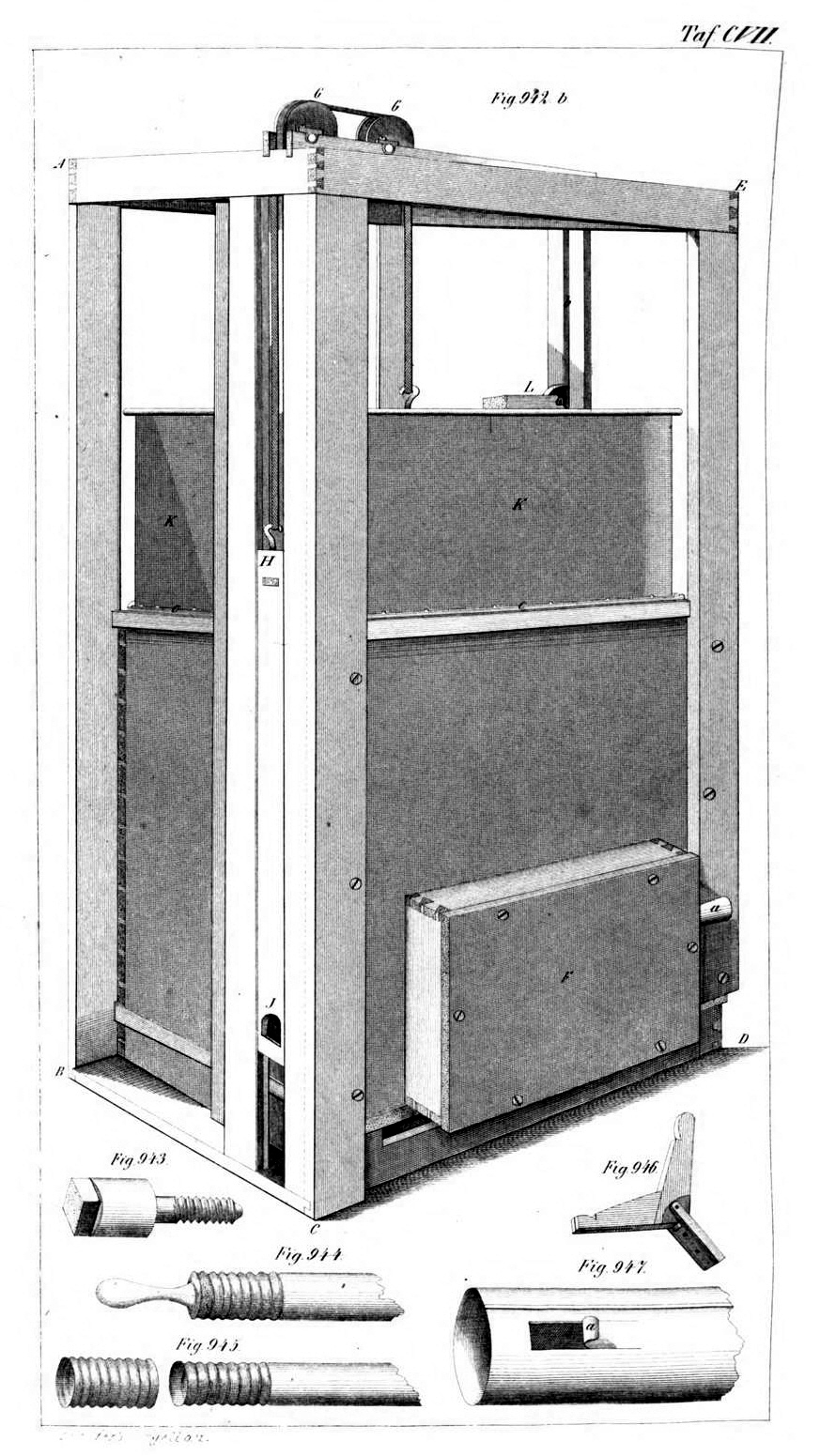
Kastenbalg (Fig. 942 b) und Treteinrichtung (J und H)

Vor der Zeit der Elektrifizierung, bis gegen Ende des 19. Jahrhunderts, mussten Kalkanten oder Balgtreter genannte Helfer zur Erzeugung des Spielwinds sogenannte Schöpfbälge betätigen. Diese waren meist als Keilbalg oder auch als Falten-, oder Kastenbalg realisiert und waren mit den Händen oder Füßen zu betätigen. Je nach Orgelgröße benötigte man bis zu zwölf Kalkanten, die sich ständig in Bereitschaft halten mussten und bei Bedarf ihre Arbeit begannen. Als Signal betätigte der Organist einen Registerzug, der mit einem Glöckchen verbunden war.
Ein mit Muskelkraft erzeugter Spielwind wird in der heutigen Praxis nur noch sehr selten eingesetzt. Auch bei historischen Orgeln wird der Kalkant durch elektrische Gebläse ersetzt oder zumindest ergänzt. Dennoch wird ein natürlich erzeugter Wind bei Konzerten und Tonträgereinspielungen von alten Orgeln und im Bereich der historischen Aufführungspraxis geschätzt: Der Spielwind, der in der Regel von mehreren Keilbälgen erzeugt wird, wird überaus ruhig und gleichmäßig an das Instrument abgegeben. Je nach Geschick des Kalkanten sind nur gelegentlich winzige Schwankungen beim Wechsel der Bälge hörbar. Vom Kalkanten muss, nach einem raschen Aufziehen des Balges durch einseitiges Heben der auf der Oberseite befindlichen, mit Gewichten belasteten Balgplatte (von Hand oder bei großen Bälgen über einen mechanisch umgelenkten Fußtritt), diese daraufhin vorsichtig losgelassen werden, um keine hörbaren Windstöße zu verursachen. Kleine, aus diesem Vorgang resultierende Ungleichmäßigkeiten werden vom Spieler und Hörer als „lebendiger Wind“ vernommen. Ein solcher Orgelwind ist grundsätzlich frei von jeglicher Art von Störungen durch Vibrationen oder Verwirbelungsgeräusche von einem rotierenden Schaufelrad, dessen erzeugte Frequenzen im Hörbereich liegen. Auch indirekte Motorgeräusche, die über das Gehäuse der Orgel übertragen werden, sind nicht vorhanden. Bei Neubauten in einem vormodernen Orgelstil finden zunehmend auch die dem jeweiligen Instrumententypus historisch entsprechenden Balganlagen Verwendung. Bei Restaurierungen vormoderner Instrumente steht die Erhaltung der originalen Windanlage im Mittelpunkt, so dass auch bei besonderen Anlässen noch ein manuell durch Kalkanten erzeugter Wind verwendet werden kann. Oft wird versucht, die Vorteile der Schöpfbälge durch den Anbau von mechanischen, pneumatischen oder auch elektrischen Aufblas- oder Aufzuganlagen nutzbar zu machen. Jedoch waren früher Fehleranfälligkeit, die Betriebskosten durch Wartung sowie der Verschleiß sehr hoch. Gelungene technische Umsetzungen neueren Datums sind die Balgaufzugsmaschinen mit Getriebemotoren wie bei der 2007 restaurierten Dummel-Orgel in St. Leonhard ob Tamsweg oder auch durch die sogenannte Pumpende Balganlage bei der 2009 restaurierten Ignaz-Egedacher-Orgel in Vornbach.

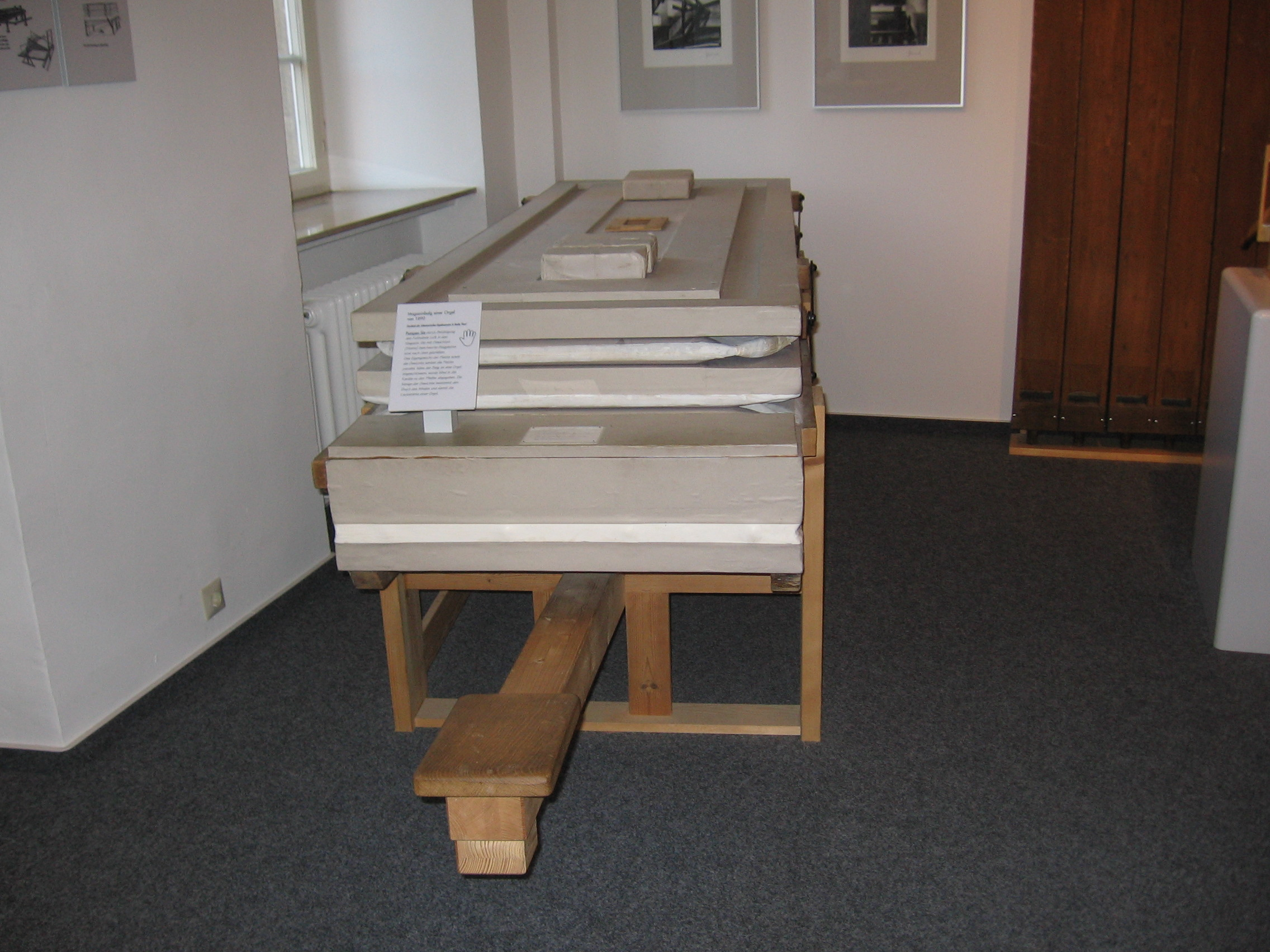
Schöpfbalg (unten) mit darüber liegendem Parallelbalg (=Magazinbalg).

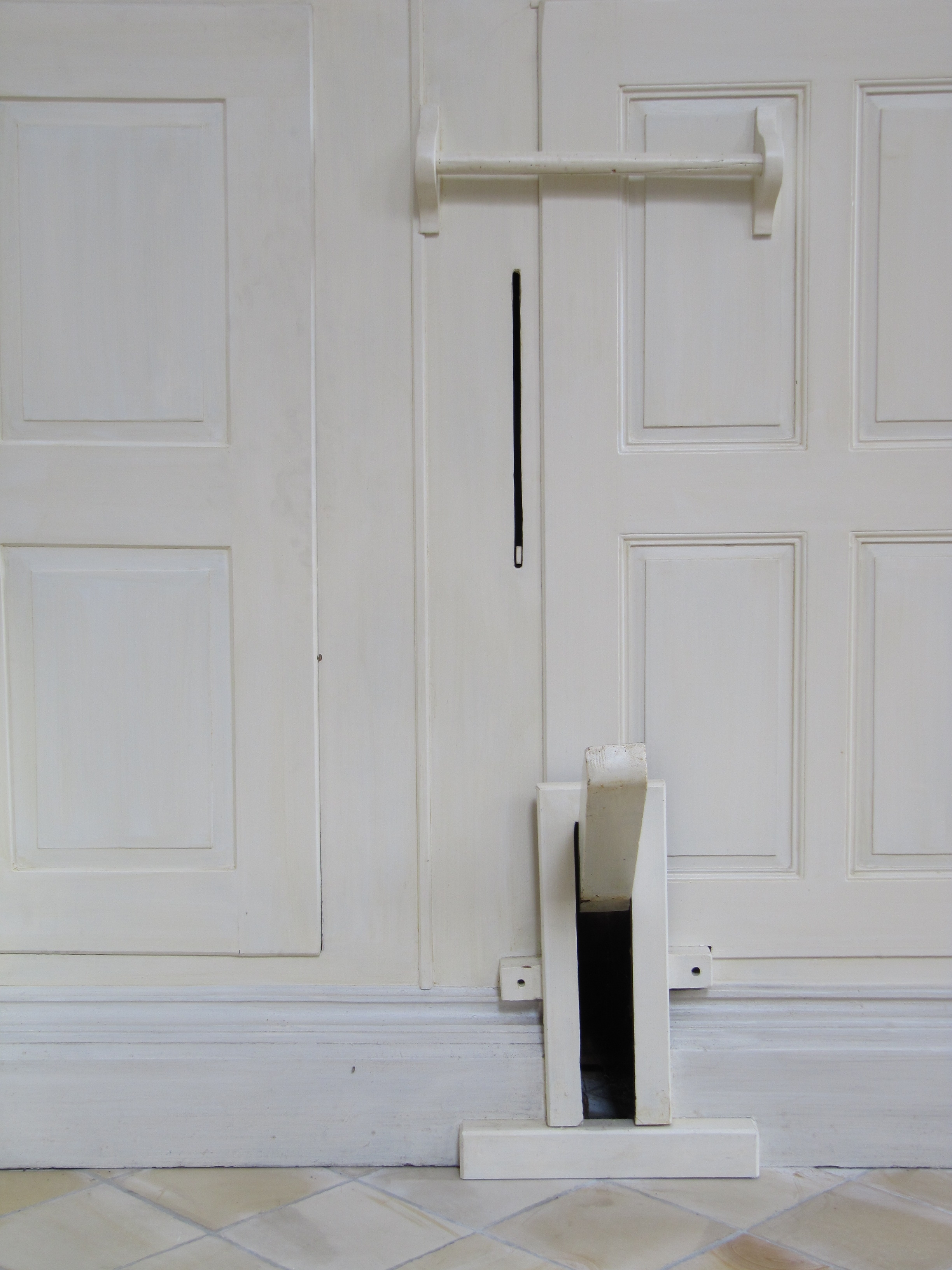
Tretanlage mit Anzeiger.

Für ältere Musik wird die so erzielte Lebendigkeit und Ruhe des Orgelwindes – oft als „Atmen“ der Orgel beschrieben – geschätzt, für Musik seit dem fortgeschrittenen 19. Jahrhundert forderte man hingegen absolute Windstabilität. Um dieses Ziel zu erreichen, wurde auch die Balgkonstruktion völlig verändert. Ein oder mehrere Schöpfbälge fördern Luft in einen Magazinbalg, der als Reservoir dient. Der Rhythmus der zu schöpfenden Luft wurde nicht mehr vom Absinken der jeweiligen Bälge bestimmt. Das Ziel der Kalkanten war es nun, möglichst das Maximum der Magazinbalgausdehnung zu erreichen und diese dann während des Spiels zu halten, was über eine Zeigervorrichtung nahe der Tretanlage ablesbar war. Kleine Stoßbälge, die in mehreren Bereichen der Orgel eingebaut waren, federten selbst die kleinsten Unebenheiten des Spielwindes ab. Damit änderten sich die Anforderungen an den Kalkanten. Jeder Beliebige konnte nach einer kurzen Einweisung Wind schöpfen, was auch zu einer Menge an Anekdoten rund um die „Blasbalgtreterei“ führte. Viele Menschen hatten auf diese Weise einen unmittelbaren Kontakt zu Orgeln. Versuche, die Menschenkraft mit Wasser- und Dampfenergie überflüssig zu machen, scheiterten oft. Erste Erfolge brachten Gasmotoren aus dem späten 19. Jahrhundert. Erst mit dem Siegeszug der Elektrizität konnte der Organist jederzeit Orgelklänge zu Gehör bringen.

### Regulierung

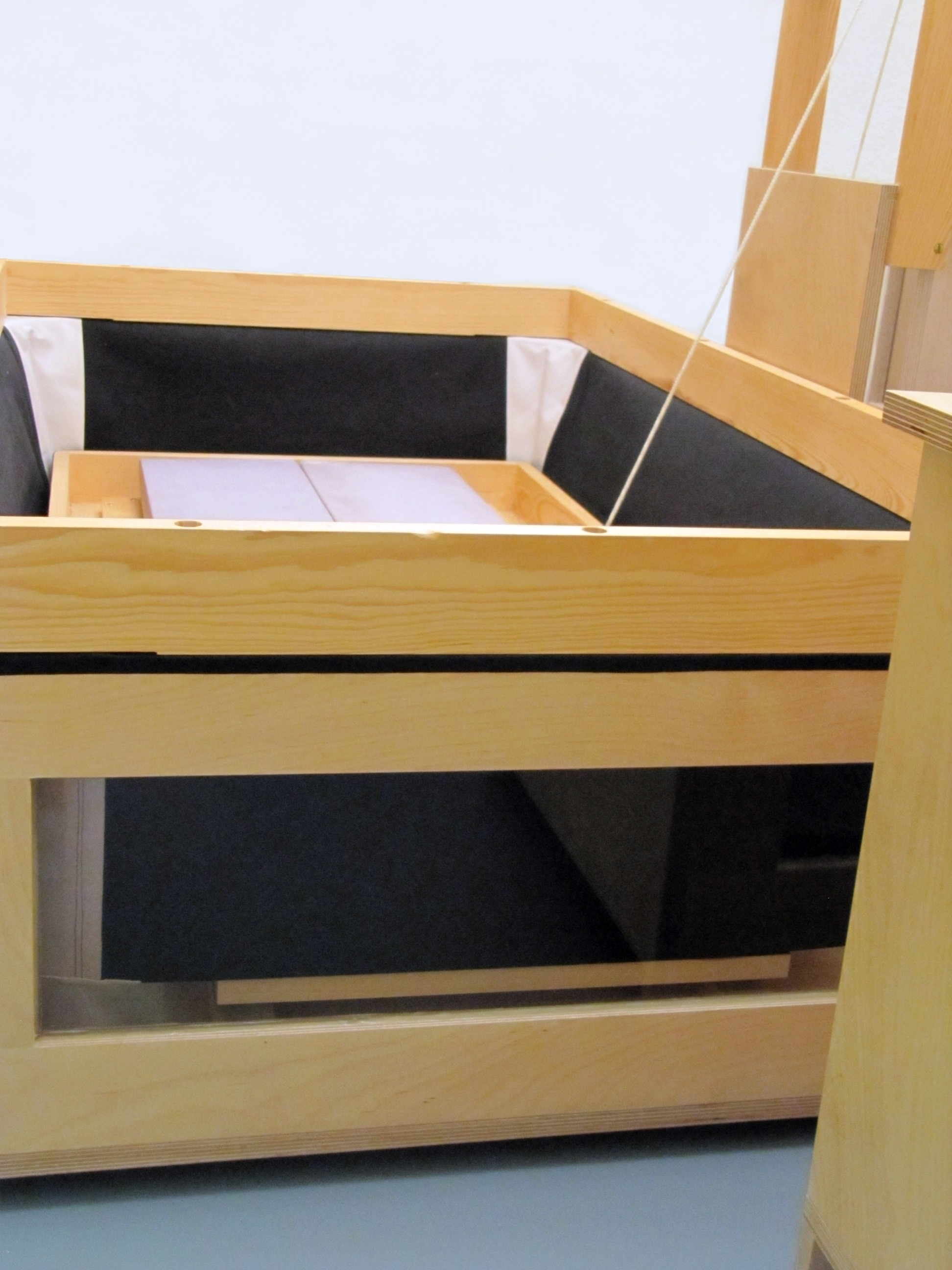
Schwimmerbalg

Ein gleichmäßiger Orgelwind ist für die Funktion einer Orgel unerlässlich. Der Orgelwind hat großen Einfluss auf Tonhöhe und Charakter des Klanges einer Orgel. Mit Schleudergebläsen ausgestattete Orgeln benötigen zur Regulierung des Orgelwindes kaum noch große Balganlagen. Schwimmerbälge sind heute in der Regel erheblich kleiner ausgeführt und befinden sich entweder direkt an der Windlade oder sogar an der Unterseite der Windlade selbst als Ladenbälge. Sie dienen fast ausschließlich der Kompensation von Luftdruckschwankungen, die durch die leichten Verwirbelungen des Motors entstehen und die durch den Spielbetrieb an der Kanzelle erzeugt werden.

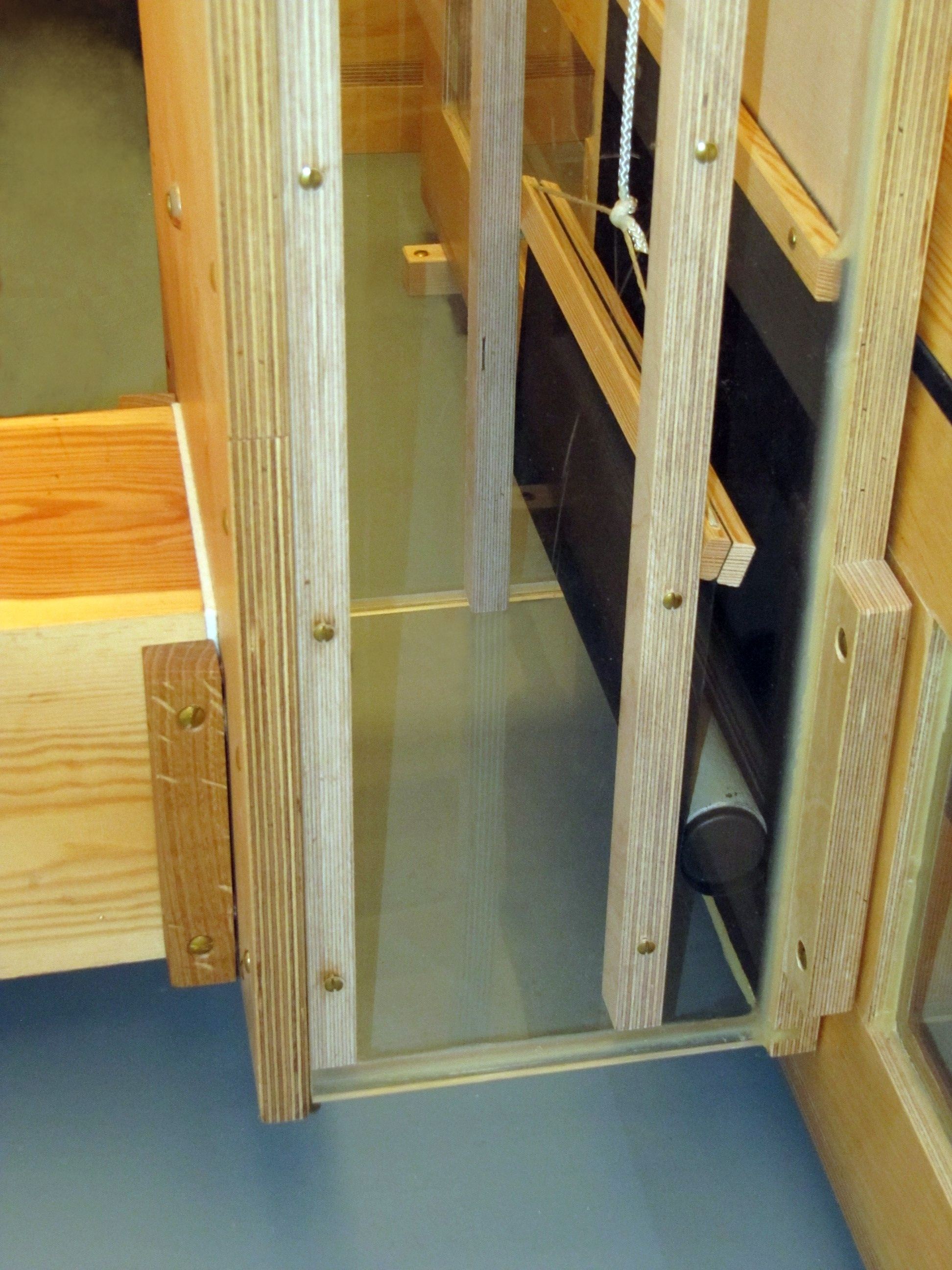
Vorhang- oder Rollventil

Da zur Regulierung des Winddurchflusses zum Balg eine einfache Abriegelung (Drosselung) ausreicht, werden neben anderen Ventiltypen wie einfachen Scheibenventilen oder Schiebern auch so genannte Vorhang- oder Rollventile eingesetzt.

#### Windstößigkeit
Als Windstößigkeit bezeichnet man den Effekt von unbeabsichtigten Winddruckschwankungen beim Orgelspiel. Nebeneffekte der Windstößigkeit sind hörbare Tonhöhenschwankungen bis hin zum Versagen einzelner (auf eine stabile Windversorgung angewiesener) Pfeifen wie etwa Zungenpfeifen. Dieses Phänomen tritt überwiegend bei historischen Orgeln des Barock (und deren Nachbauten) auf. Bei romantischen Orgeln ist Windstößigkeit weitestgehend unbekannt. Die Windstößigkeit führte unter anderem dazu, dass in den 1960er und 1970er Jahren das sogenannte „Äqualverbot“ gelehrt wurde – beim Registrieren von Literatur des Barock sollten keine zwei Register einer Fußtonzahl gleichzeitig benutzt werden. Aus heutiger Sicht und bei Berücksichtigung historischer Quellen ist diese Ansicht allerdings als überholt zu betrachten.

#### Tremulant
Ziel aller bisher aufgeführten Konstruktionen ist es, den Orgelwind möglichst schwankungs- und stoßfrei zu den Orgelpfeifen zu führen. Mit Hilfe eines Tremulanten können periodische Druckschwankungen erzeugt werden. So entsteht ein Vibrieren der Töne des gesamten Teilwerkes oder, je nach Konstruktion, häufig bei kleinen Orgeln, des ganzen Instruments. Bei einigen modernen Tremulanten ist auch eine Einstellmöglichkeit der Geschwindigkeit der zu erzeugenden Vibrationen möglich. Die Einstellung kann man an einem Regler vornehmen, der sich am Spieltisch befindet. Es gibt auch Tremulanten für ein einziges Register.

#### Winddrossel

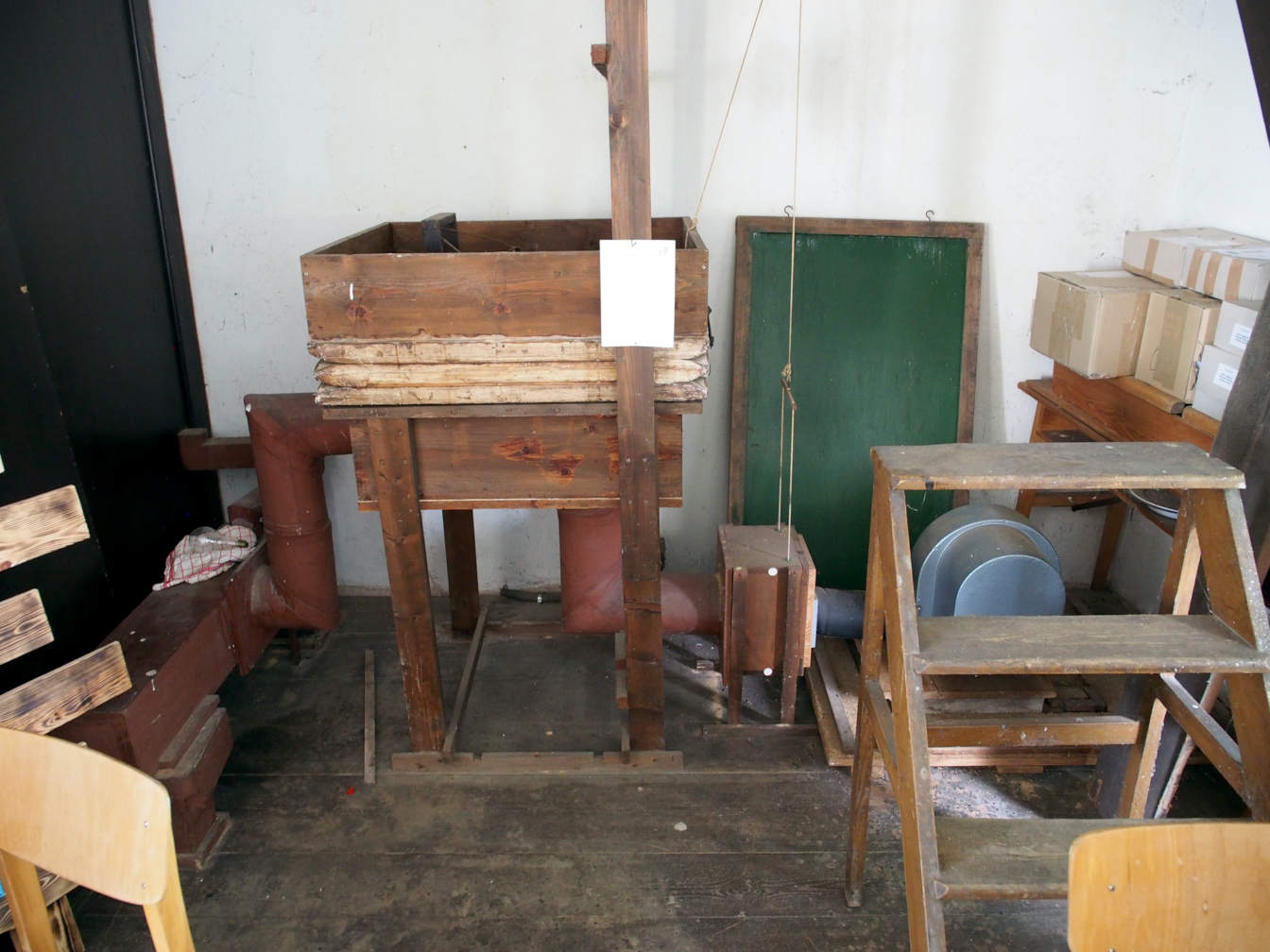
Windwerk der Orgel in St. Nicolai (Steckby) mit röhrenförmigen Windkanälen

Die Winddrossel ist eine orgelbautechnische Einrichtung des 20. Jahrhunderts. Der Orgelwind wird unter das Niveau des festgelegten Solldrucks gebracht. Der Organist kann durch eine stufenlose Regelung mehr oder wenig zufällig vollkommen unterschiedliche Klangeffekte erzielen. Technisch wird diese Einrichtung meist durch eine elektronische Modulation der Drehgeschwindigkeit des Orgelmotors realisiert. Diese spezielle Klangvariante wird beispielsweise bei einigen Orgelwerken von György Ligeti benötigt.

### Verteilung
Der Wind gelangt über meist hölzerne Windkanäle vom Gebläse über verschiedene Balgsysteme zu den Windladen. Die Windkanäle müssen so gebaut sein, dass sie den Wind möglichst ohne Druckverlust und ohne größere Strömungsverwirbelungen zum Bestimmungsort führen. Es muss auch darauf geachtet werden, dass in ihnen keine nach außen dringenden Strömungsgeräusche entstehen. Das Gleiche gilt auch für die Ventilkästen und Kanzellen an der Windlade selbst. Eine ausreichende Dimensionierung der Windkanäle hat einen nicht zu unterschätzenden Einfluss auf die Qualität des Orgelklanges.

### Arbeitswind
Bei Orgeln mit pneumatischer Spiel- oder Registertraktur ist das Windwerk auch für die Erzeugung des sogenannten Arbeitswindes verantwortlich, der bei pneumatischen Trakturen für die Ventilsteuerung zuständig ist. Gegenpart ist der Spielwind, der für die Klangerzeugung in den Pfeifen bestimmt ist. Sinnvoll ist es, den Arbeitswind mit einem höheren Druck auszulegen als den Spielwind, da die Steuerung dadurch schneller und präziser funktioniert. Dies bedeutet aber eine wesentlich kompliziertere und aufwändigere Konstruktion der Gebläse- oder Balganlage. Daher ist in der Praxis meist der Druck des Arbeitswindes identisch mit dem des Spielwindes.
Neben der Versorgung von Pfeifen diente der Orgelwind vor allem in der Renaissance und während der Barockzeit zum Antrieb weiterer Effektregister wie zum Beispiel Zimbelsternen, die sich heute auch elektrisch antreiben lassen.

## Kleinstorgeln

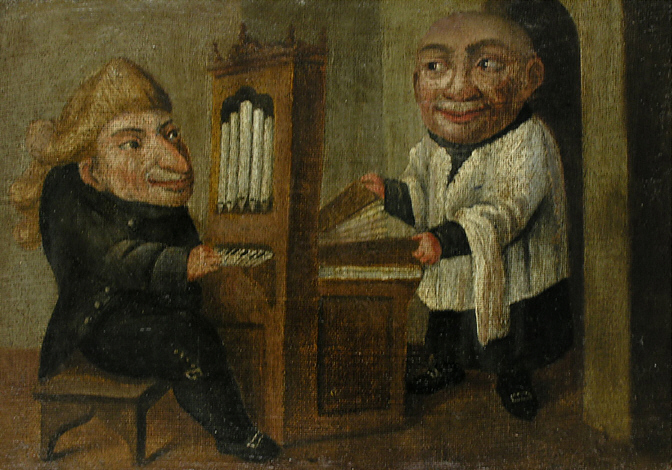
Ein Mesner betätigt den Blasebalg einer Orgel (italienisch, 18. Jahrhundert)

Bei Portativen ist ein weit aufziehbarer Mehrfaltenbalg ohne Gewichte auf der Rückseite des Instruments angebracht. Der Spieler ist neben der Bedienung der Tastatur mit der rechten Hand auch für eine sinnvolle und gleichmäßige Luftführung verantwortlich, die die linke Hand vornimmt. Dafür erlaubt der handgeführte Balg, durch direkten Einfluss auf den Winddruck, Stimmung, Klang und Lautstärke der Pfeifen zu variieren.
Bei Regalen und Orgelpositiven werden in der Regel zwei Schöpfbälge vom Kalkanten von Hand oder vom Spieler selbst mit den Füßen betätigt. Werden bei Neubauten von Orgelpositiven Schleudergebläse eingesetzt, kann man dagegen Regale nur sinnvoll mit „handgezogenem“ Spielwind versorgen. Zum einen reagieren Zungenpfeifen wesentlich deutlicher auf maschinellen Wind als Lippenpfeifen, zum anderen sorgt in manchen Fällen eine dünn gebaute Balgplatte für ein zusätzlich gewolltes, leichtes Resonanzverhalten, was beim Balgwechsel noch als zusätzliche „Lebendigkeit“ vernommen wird.